# Moxostoma valenciennesi
Moxostoma valenciennesi, engl. Greater Redhorse, gehört zur Familie der Saugkarpfen.

## Verbreitung und Lebensraum

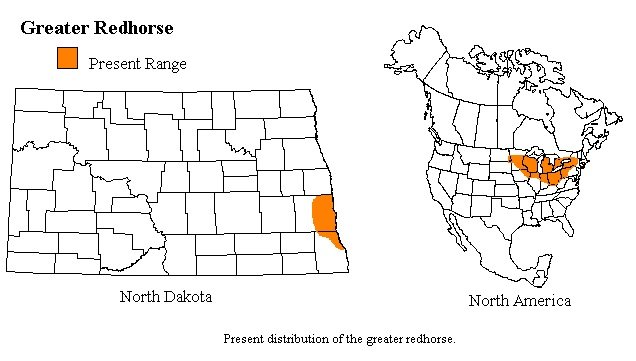
Verbreitungsgebiet von Moxostoma valenciennesi

Moxostoma valenciennesi lebt auf den Breitengraden 49° N – 39° N sowohl in den nördlichen und nordöstlichen USA als auch in den kanadischen Provinzen Ontario und Québec. Er kommt im Sankt-Lorenz-Strom, den Großen Seen, der Hudson Bay, dem Red River of the North und dem Mississippi River von Vermont bis zum Ohio River in Kentucky vor. Ihr typischer Lebensraum sind klare und schnellfließende Flüsse sowie kühlere Seen. Die Fischart ist extrem empfindlich schon gegenüber der geringsten chemischen Gewässerverschmutzung.

## Beschreibung
Moxostoma valenciennesi zählt zu den größeren Vertretern der Familie Saugkarpfen. Er kann normalerweise 46 Zentimeter und zwei Kilogramm schwer werden, maximal sogar 80 Zentimeter bei einem Gewicht von 5,9 Kilogramm. Sie besitzen relativ kleine Augenhöhlen im Vergleich zum großen runden Schädel. Brust- und Bauflossen haben einen rötlich goldenen Farbton. Die Rückenpartie kann einen olivgrünen Farbton besitzen. Der hintere Teil der Rückenflosse kann bei Jungfischen leicht konkav geformt sein und bei adulten Tieren konvex. Die Schwanzflosse zeigt eine Einkerbung, wie sie für Fische, die ihre Nahrung in Grundnähe aufnehmen, typisch ist. Moxostoma valenciennesi unterscheidet sich von anderen Saugkarpfenarten durch seine helle, rostrot gefärbte Schwanzflosse und die Reihe von schwarzen Farbflecken entlang der Seiten.

## Lebensweise
M. valenciennesi ernährt sich benthisch, d. h., er nimmt Nahrung wie Insekten, Detritus, Schnecken und Algen vom Grund mit seinem unterständigen Maul auf. Seine Reproduktion beginnt im Frühsommer, in den Monaten Mai und Juni. Dazu suchen die Fische einen Bereich mit mäßig fließendem Wasser aus und schaffen in Sand oder Kies ein Laichbett. Danach beginnen die Revierkämpfe der Milchner. Ein Rogner kann gleichzeitig von zwei Milchnern umgeben werden. Mit einer Schüttelbewegung gelangen die Eizellen aus dem Rogner und werden von Spermien befruchtet. Danach entfernen sich die Elterntiere vom Brutgelege. Nach sechs bis acht Tagen und einer Wassertemperatur von ca. 19 °C schlüpfen die Fischlarven. Ihre Wachstumsraten können stark von Standort und Umweltbedingungen schwanken.

## Wirtschaftlicher Nutzen
M. valenciennesi ist ein „Sportfisch“. Aufgrund seiner hohen Sensitivität gegenüber chemischen Gewässerverschmutzungen kann M. valenciennesi als Indikatorfisch eingesetzt werden.

## Gefährdungsstatus
In vielen Bundesstaaten der USA gilt M. valenciennesi als bedroht, was auf ihre geringe Toleranz gegenüber Umwelttoxinen zurückzuführen ist.